# Палутая
Палутая (ест. Palutaja) — село в Естонії, входить до складу волості Киллесте, повіту Пилвамаа.